# Sam Schröder
Sam Schröder (* 25. September 1999 in Geleen) ist ein niederländischer Rollstuhltennisspieler.

## Karriere
Schröder leidet an Ektrodaktylie, einer angeborenen Fehlbildung des Hand- und Fußskeletts. Er begann im Alter von zehn Jahren mit dem Rollstuhltennis und startet in der Klasse der Quadriplegiker („Quad“). Im November 2016 wurde er Erster der Juniorenweltrangliste. 2017 wurde bei ihm Darmkrebs diagnostiziert. Er gewann mehrere Grand-Slam-Turniere und Paralympische Medaillen im Quadeinzel und -doppel, seit 2021 mit seinem Doppelpartner Niels Vink. Die beiden erreichten sogar einen Karriere-Golden-Slam. Vorher trat er zusammen mit David Wagner und gelegentlich mit Dylan Alcott an. 2022 gewann er außerdem das Wheelchair Tennis Masters und wurde im Februar Erster der Weltrangliste.
Schröder gehörte in der Wahlperiode 2021–2022 dem Spielerrat (ITF Wheelchair Tennis Player Council) der ITF an. Der Spielerrat vertritt die Interessen der Spielerinnen und Spieler und berät die ITF in Fragen der Regularien.
2021 wurde er zum Ritter des Ordens von Oranien-Nassau ernannt.

## Leistungsbilanz bei den Grand-Slam-Turnieren

### Einzel
| Turnier         | 2020 | 2021 | 2022 | 2023 | 2024 | 2025 | Karriere |
| --------------- | ---- | ---- | ---- | ---- | ---- | ---- | -------- |
| Australian Open | –    | F    | S    | S    | S    | S    | S        |
| French Open     | HF   | F    | F    | F    | F    | HF   | F        |
| Wimbledon       |      | F    | S    | HF   | F    | F    | S        |
| US Open         | S    | VF   | F    | S    |      |      | S        |

### Doppel
| Turnier         | 2020 | 2021 | 2022 | 2023 | 2024 | 2025 | Karriere |
| --------------- | ---- | ---- | ---- | ---- | ---- | ---- | -------- |
| Australian Open | –    | HF   | F    | S    | HF   | S    | S        |
| French Open     | S    | F    | S    | HF   | S    | HF   | S        |
| Wimbledon       |      | F    | S    | S    | S    | HF   | S        |
| US Open         | F    | S    | S    | S    |      |      | S        |

Zeichenerklärung: S = Turniersieg; F, HF, VF, AF = Einzug ins Finale / Halbfinale / Viertelfinale / Achtelfinale; 1, 2, 3 = Ausscheiden in der 1. / 2. / 3. Hauptrunde; nicht ausgetragen